# Torre Beretti e Castellaro
Torre Beretti e Castellaro (La Tur e Al Castla in dialetto lomellino) è un comune italiano di 492 abitanti della provincia di Pavia in Lombardia.

## Geografia fisica
Si trova nella Lomellina sudoccidentale, non lontano dalla riva sinistra del Po. Torre Beretti (La Tur in dialetto lomellino), sede comunale, si trova nella pianura alluvionale (alluvium antico), mentre Castellaro de' Giorgi (Al Castla in dialetto lomellino) è in posizione più elevata, sul bordo del terrazzo della pianura diluviale.

## Storia
Il comune di Torre Beretti e Castellaro fu creato nel 1928, unendo i due vecchi comuni di Torre Beretti e Castellaro de' Giorgi. Il nome è stato dato grazie a una torre del paese.
- Torre Beretti (CC L249), noto dapprima solo come Torre, si sviluppò piuttosto tardi rispetto ad altri centri lomellini, e prese il nome attuale dai suoi signori, i Beretta della Torre. Seguendo le sorti di Frascarolo, nel 1441 fu infeudato ai Birago di Milano e nel 1522 al cancelliere imperiale Mercurino Arborio di Gattinara, che era anche feudatario di Sartirana. Seguendo a questo punto le sorti di Sartirana (diversamente dai vicini Castellaro e Cassina de' Bossi), Torre Beretti rimase agli Arborio di Gattinara fino al XVII secolo. All'inizio del XIX secolo fu unito a Torre Beretti il comune di Cassina de' Bossi. Cassina de' Bossi era un abitato del tutto indistinguibile da Torre Beretti, di cui occupava gli isolati occidentali e orientali (mentre Torre Beretti costituiva il centro del paese). Nonostante la contiguità, Cassina de' Bossi ebbe vicende diverse da Torre Beretti, seguendo piuttosto quelle di Castellaro e di Frascarolo. Appartenne dunque feudalmente ai Varesini, e nel 1675 fu venduto ai Canobbio. Fu unito a Torre Beretti nel 1806 e definitivamente nel 1818.

### Simboli
Lo stemma e il gonfalone sono stati concessi con DPR dell'8 novembre 1982.
Il gonfalone è un drappo troncato d'azzurro e di bianco.

## Società

### Evoluzione demografica
Abitanti censiti

## Cultura

### Cucina

#### Sagra dello Spiedino
Durante la terza domenica di Giugno a Torre Beretti si ha la possibilità di mangiare ogni sorta di spiedino alla griglia.